# 费尔贝林
费尔贝林（德語：Fehrbellin）是德国勃兰登堡州东普里格尼茨-鲁平县的一个市镇，隶属于东普里格尼茨-鲁平县。总面积为270.41平方千米，截至2020年总人口为8943人。

## 友好城市
- 德国迪爾門 （1990年）